# Kyōko Okazaki
Pour les articles homonymes, voir Okazaki (homonymie).
岡崎・京子
Œuvres principales
- Pink
- River's Edge
- Helter Skelter

Kyōko Okazaki (岡崎・京子, Okazaki Kyōko) est une dessinatrice de manga japonaise. Elle est née le 13 décembre 1963  à Tōkyō (Setagaya), au Japon.

## Biographie
Auteur féminin majeur au Japon, cette mangaka se distingue par ses récits centrés sur la sexualité. Après ses débuts (Virgin, Boyfriend is better), elle publie en 1989 Pink (publié en France en 2007) puis River’s edge en 1994, pour lesquels elle rencontre le succès. En 1996, l'auteur est victime d'un accident de la route et cela met en pause son activité. En 2003, elle publie Helter-Skelter. Sa dernière œuvre est Nonamour (2008 ?).
Sa façon d'aborder le quotidien des jeunes femmes japonaises est novatrice et révolutionne le manga féminin (shojo) dans sa façon de traiter de l’intime d’un point de vue féminin.

## Œuvre
| Titre                                                  | Titre (ja)                           | Éditeur              | Éditeur (ja)     | Publication |
| ------------------------------------------------------ | ------------------------------------ | -------------------- | ---------------- | ----------- |
| Virgin                                                 | ヴァージン                           | Byakuyashobou        | 河出書房新社     | 1985        |
| Second Virgin                                          | セカンド ヴァージン                  | Futabasha            | 双葉社           | 1986        |
| Boyfriend is Better                                    | ボーイフレンド イズ ベター           | Hakusensha           | 白泉社           | 1986        |
| Taikutsu ga Daisuki                                    | 退屈が大好き                         | Kawadeshoboshinsha   | 河出書房新社     | 1987        |
| TAKE IT EASY                                           | テイク イット イージー               | Sony Magazines       | ソニーマガジンズ | 1988        |
| Georama Boy Panorama Girl                              | ジオラマボーイ パノラマガール        | Magazine House       | マガジンハウス   | 1989        |
| Suki Suki Daikirai                                     | 好き好き大嫌い                       | Takarajimasha        | 宝島社           | 1989        |
| Pink                                                   | ピンク                               | Magazine House       | マガジンハウス   | 1989        |
| Kuchibiru kara Sandanjuu VOL 1                         | くちびるから散弾銃 VOL 1             | Koudansha            | 講談社           | 1989        |
| Kuchibiru kara Sandanjuu VOL 2                         | くちびるから散弾銃 VOL 2             | Koudansha            | 講談社           | 1990        |
| Chocola na Kimochi                                     | ショコラな気持ち                     | Fusousha             | 扶桑社           | 1990        |
| ROCK                                                   | ロック                               | Takarajimasha        | 宝島社           | 1991        |
| Happy House VOL 1                                      | ハッピィ ハウス VOL 1                | Shufu to Seikatsusha | 主婦と生活社     | 1992        |
| Happy House VOL 2                                      | ハッピィ ハウス VOL 2                | Shufu to Seikatsusha | 主婦と生活社     | 1992        |
| Chocola Everyday                                       | ショコラ エブリデイ                  | Mainichi Shinbunsha  | 毎日新聞社       | 1992        |
| Kikenna Futari                                         | 危険な二人                           | Kadokawa Shoten      | 角川書店         | 1992        |
| Cartoons                                               | カトゥーンズ                         | Kadokawa Shoten      | 角川書店         | 1992        |
| Tōkyō Girls Bravo VOL 1                                | 東京ガールズ ブラボー VOL 1          | Takarajimasha        | 宝島社           | 1993        |
| Tōkyō Girls Bravo VOL 2                                | 東京ガールズ ブラボー VOL 2          | Takarajimasha        | 宝島社           | 1993        |
| La Vie d'Amour                                         | 愛の生活                             | Kadokawa Shoten      | 角川書店         | 1993        |
| Magic Point                                            | マジック ポイント                    | Shoudensha           | 祥伝社           | 1993        |
| River's Edge                                           | リバーズ エッジ                      | Takarajimasha        | 宝島社           | 1994        |
| End of the World                                       | エンド オヴ ザ ワールド              | Shoudensha           | 祥伝社           | 1994        |
| Watashi wa Anata no Omocha nano? (I Wanna Be Your Dog) | 私は貴兄(あなた)のオモチャなの       | Shoudensha           | 祥伝社           | 1995        |
| Heterosexual                                           | ヘテロセクシャル                     | Kadokawa Shoten      | 角川書店         | 1995        |
| Chiwawa-chan                                           | チワワちゃん                         | Kadokawa Shoten      | 角川書店         | 1996        |
| UNTITLED                                               | アンタイトルド                       | Kadokawa Shoten      | 角川書店         | 1998        |
| Helter Skelter                                         | ヘルタースケルター                   | Shoudensha           | 祥伝社           | 2003        |
| Like What Is Falling Love?                             | 恋とはどういうものかしら?            | Magazine House       | マガジンハウス   | 2003        |
| Utakata no Hibi                                        | うたかたの日々                       | Takarajimasha        | 宝島社           | 2003        |
| Boku Tachi wa Nandaka Subete Wasurete Shimaune         | ぼくたちは何だかすべて忘れてしまうね | Heibonsha            | 平凡社           | 2004        |
| Onna no Kemonomichi                                    | 女のケモノ道                         | Bungei Shunju        | 文藝春秋         | 2005        |
| Aki no Hi wa Tsurubeotoshi                             | 秋の日は釣瓶落とし                   | Futabasha            | 双葉社           | 2006        |

## Sources
- (en) Cet article est partiellement ou en totalité issu de l’article de Wikipédia en anglais intitulé « Kyoko Okazaki » (voir la liste des auteurs).